# Luisa Marie Adelaida Bourbonská
Luisa Marie Adelaida Bourbonská (13. března 1753, Paříž – 23. června 1821, Ivry-sur-Seine) byla dcerou Louise Jeana, vévody z Penthièvre, a Marie Terezy Felicitas d'Este. Po smrti svého bratra, Louise Alexandra, knížete z Lamballe, se stala nejbohatší dědičkou předrevoluční Francie. Byla manželkou Ludvíka Filipa II. Orleánského, matkou posledního krále Francie Ludvíka Filipa, švagrovou kněžny de Lamballe a poslední členkou rodiny Bourbon.

## Život
Marie Adelaida se narodila 13. března 1753 v paláci Toulouse, rodinném sídle v Paříži od roku 1712, které její dědeček, Ludvík Alexandr z Toulouse koupil od Louise Phélypeauxa de La Vrillière. Její matka zemřela následující rok při porodu. Zpočátku byla nazývána Mademoiselle d'Ivoy a jako mladá dívka až do svého sňatku Mademoiselle de Penthièvre. Titul Mademoiselle de Penthièvre měla předtím její sestra Marie Luisa (1751–1753), která zemřela šest měsíců po narození Marie Adelaidy.

## Vzdělání
Po narození byla svěřena do péče Madame de Sourcy a, jak bylo zvykem pro mnoho šlechtických dívek, byla později vychovávána v klášteře Montmartre, kde zůstala dvanáct let. Jako dítě byla nabádána, aby se aktivně podílela na dobročinnosti, kterou byl její otec znám jako "princ chudých". Jeho dobročinná pověst ho udělala oblíbeným po celé Francii a následně ho zachránila během revoluce.

## Manželství
Po smrti svého bratra, knížete de Lamballe, se stala nejbohatší dědičkou a nevyhledávanější partií Francie.
Její sňatek s Ludvíkem Filipem Josefem Orleánským, vévodou ze Chartres, synem oréanského vévody, byl plánován již dříve. Zatímco vévoda z Penthièvre v něm viděl příležitost provdat svou dceru za prvního prince královské krve, Orleánští nechtěli spojení s nelegitimní větví královské rodiny. Ačkoli byla Marie Adelaida do svého oréanského bratrance velmi zamilovaná, Ludvík XV. varoval vévodu z Penthièvre proti tomuto svazku, protože mladý vévoda ze Chartres měl pověst zhýralce. Ludvík XV. měl také strach, že by orleánští mohli mít s bohatstvím rodu Penthièvre větší vliv.
| „ | Mýlíte se, můj bratranče, řekl Ludvík XV. Penthièvrovi, vévoda ze Chartres má špatnou povahu, špatné zvyky: je zhýralec, Vaše dcera nebude šťastná. Nespěchejte, počkejte! | “ |

Mademoiselle de Penthièvre byla svou tetou Marií Fortunatou d'Este 7. prosince 1768 představena králi v ceremonii zvané de nubilité. Byla přivítána Ludvíkem XV., Dauphinem a dalšími členy královské rodiny. V ten den byla Charlesem Antoinem de La Roche-Aymon pokřtěna a přijala jména Louise Marie Adélaïde.
Její svatba s vévodou ze Chartres se konala ve Versailles 5. dubna 1769, obřadu se zúčastnili všichni princové královské krve. Manželská smlouva byla podepsána všemi členy královské rodiny. Poté Ludvík XV. hostil svatební večeři, která zahrnovala celou královskou rodinu. Mlle de Penthièvre přinesla už tak bohatým Orléansům věno ve výši šesti milionů livrů, roční příjem 240 000 livrů a očekávání mnohem více peněz po otcově smrti.

### Hraběnka z Genlis
Během prvních několika měsíců po svatbě si pár projevoval vzájemnou náklonnost a byli si oddaní, vévoda se však vrátil ke zhýralému životu, který vedl před svatbou.
V létě 1772, několik měsíců poté, co jeho manželka porodila mrtvou dceru, začal se Filip tajně stýkat s její dvorní dámou, Stéphanie Félicité Ducrest de St-Albin, hraběnkou de Genlis, neteří morganatické manželky Filipova otce Madame de Montesson. Zpočátku vášnivá milostná aféra během několika měsíců ochladla a na jaře 1773 byl vztah prohlášený za "mrtvý". Poté, co milostná aféra skončila, zůstala Stéphanie Félicité ve službách Marie Adelaidy v Palais Royal jako důvěrná přítelkyně Marie Adelaidy i Filipa. Oba ocenili její inteligenci a v červenci 1779 se stala vychovatelkou jejich dvojčat narozených v roce 1777.
V roce 1782 bylo malému Ludvíku Filipovi devět let a potřeboval disciplínu. Nicméně vévoda ze Chartres měl za to, že není nikdo způsobilejší, "komu by mohl odevzdat své syny", než Madame de Genlis. A tak se stala guvernantkou dětí vévody a vévodkyně ze Chartres. Učitelka a žáci opustili Palais Royal a odešli žít do domu postaveného speciálně pro ně na pozemku Couvent des Dames de Bellechasse v Paříži. Madame de Genlis byla vynikající učitelka, ale stejně jako jejího bývalého milence, i z ní dělaly její liberální názory nepřítelkyni královny Marie Antoinetty.
Marie Adelaida začala vznášet námitky proti vzdělávání svých dětí bývalou dvorní dámou. Vztah mezi oběma ženami se stal neúnosným, když se 2. listopadu 1790, měsíc po svých sedmnáctých narozeninách, Ludvík Filip připojil k revolučnímu jakobínskému klubu. Vztah Marie Adelaidy s manželem také nebyl dobrý, komunikovali spolu jen prostřednictvím dopisů. V pamětech Baronna d'Oberkircha, je Marie Adelaida popisována jako:
| „ | ...vždy s melancholickým výrazem, který nic nemůže vyléčit. Občas se usmála, nikdy se nesmála... | “ |

Po smrti jejího tchána Ludvíka Filipa I. Orleánského v listopadu 1785, se její manžel stal orleánským vévodou prvním princem královské krve. Jakožto jeho manželka získala titul Jasnost, titul, na který její vlastní nemanželská větev Bourbonů neměla právo.

## Revoluce
5. dubna 1791 Marie Adelaida opustila svého manžela a odešla ke svému otci do château de Bizy s výhledem na Vernon, Eure v Normandii. V září 1792, poté co se přidal na stranu Revoluce, byl orleánský vévoda zvolen k Národnímu konventu pod jménem Philippe Égalité. Jeho souhlas s radikální skupinou Hora byl od počátku podezřelý Girondistům, kteří chtěli všechny Bourbony vyhnat z Francie. Osud rodiny Orléans byl zpečetěn, když nejstarší syn Marie Adelaidy, vévoda ze Chartres, "Général Égalité" v Severní armádě vedené Charlesem François Dumouriezem, zažádal v březnu 1793 u Rakušanů o politický azyl. 6. dubna byli všichni Orléanci, kteří zůstali ve Francii, zatčeni. Po jejich zatčení v Paříži byli Filip Égalité a jeho syn, hrabě de Beaujolais, uvězněni v žaláři Abbaye v Paříži.
Později byli oba převezeni do věznice Fort Saint-Jean v Marseille. Den předtím, než byli jeho bratr a otec ve Francii zatčeni, spěchal vévoda ze Chartres do Tournai, nedaleko francouzských hranic, kde žila jeho sestra Adelaida a Madame de Genlis. Vévoda ze Chartres je doprovodil do bezpečí do Švýcarska.
Marii Adelaidě bylo kvůli jejímu špatnému zdravotnímu stavu dovoleno zůstat prozatím ve Francii, pod dohledem v château de Bizy, kde její otec o měsíc dříve zemřel. Její dědictví však bylo zkonfiskováno revoluční vládou. Navzdory tomu, že hlasoval pro popravu svého bratrance Ludvíka XVI. a i když odsoudil synovo zběhnutí, byl Filip Égalité 6. listopadu 1793 popraven gilotinou.

## Vdova Égalité
Po popravě svého manžela byla Marie Adelaida, nyní známá jako "Veuve Égalité" (vdova Égalité), uvězněna v Lucemburském paláci, který byl během revoluce přeměněn na vězení. Tam se seznámila s mužem, který se měl stát "láskou jejího života", bývalým členem Národního konventu, Jacquesem-Marie Rouzetem, který byl uvězněn při pádu girondistů. Krátce před popravou Robespierra byla v červenci 1794 ke konci Hrůzovlády převedena do "Pension Belhomme", bývalého ústavu pro duševně choré, který byl za revoluce přeměněn na "vězení pro bohaté".
Po Rouzetovi, který se stal po svém osvobození členem Rady pěti set, následovalo v roce 1796 její propuštění, dva její synové byli stále uvězněni v Marseille, dva zůstali pohromadě a žili v Paříži až do roku 1797, kdy vyhláška vyhostila zbývající členy rodiny Bourbonů z Francie. Marie Adelaida byla vypovězena do Španělska, stejně jako její švagrová, Bathilde Oréanská, poslední kněžna de Condé. Rouzet je doprvázel na španělské hranice a poté se mu podařilo tajně se k nim připojit v Barceloně, kde se stal jejím kancléřem a ona pro něj získala titul hraběte de Folmont.
Marie Adelaida své dva mladší syny už nikdy nespatřila, Montpensier a Beaujolais zemřeli v exilu ještě před Restaurací Bourbonů v roce 1814. Ona, Rouzet a orleánští exulanti ve Španělsku se do Francie vrátili v roce 1814 za první restaurace Bourbonů. Po právních bitvách, které trvaly až do její smrti, jí byla převážná část majetku nakonec vrácena. Zemřela na svém zámku Ivry-sur-Seine 23. června 1821 na karcinom prsu. Rouzet zemřel 25. října 1820. Pohřbena byla v královské kapli v Dreux.

## Potomci
- Dcera (*/† 1771)
- Ludvík Filip (6. října 1773 – 26. srpna 1850); poslední francouzský král;
⚭ 1809 Marie Amálie Neapolsko-Sicilská (26. dubna 1782 – 24. března 1866)
- Antonín Filip z Montpensier (3. července 1775 – 18. května 1807); neoženil se, ale měl nejméně jednoho nelegitimního potomka
- Františka Orleánská (23. srpna 1777 – c. 1782)
- Adelaida Orleánská (23. srpna 1777 – 31. prosince 1847); zemřela neprovdaná a bezdětná
- Ludvík Karel z Beaujolais (7. října 1779 – 30. května 1808); neoženil se a neměl potomky

## Vývod z předků
|                                |                                 |  |                       |                                          |  |  |  |  |  |  |  | Ludvík XIII. |
|                                |                                 |  |                       |                                          |  |  |  |  |  |  |  |              |
|                                | Ludvík XIV.                     |  |                       |                                          |  |  |  |  |  |  |  |              |
|                                |                                 |  |                       |                                          |  |  |  |  |  |  |  |              |
|                                |                                 |  |                       | Anna Rakouská                            |  |  |  |  |  |  |  |              |
|                                |                                 |  |                       |                                          |  |  |  |  |  |  |  |              |
|                                | Ludvík Alexandr z Toulouse      |  |                       |                                          |  |  |  |  |  |  |  |              |
|                                |                                 |  |                       |                                          |  |  |  |  |  |  |  |              |
|                                |                                 |  |                       | Gabriel de Rochechouart de Mortemart     |  |  |  |  |  |  |  |              |
|                                |                                 |  |                       |                                          |  |  |  |  |  |  |  |              |
|                                | Madame de Montespan             |  |                       |                                          |  |  |  |  |  |  |  |              |
|                                |                                 |  |                       |                                          |  |  |  |  |  |  |  |              |
|                                |                                 |  |                       | Diane de Grandseigne (ou de Grandsaigne) |  |  |  |  |  |  |  |              |
|                                |                                 |  |                       |                                          |  |  |  |  |  |  |  |              |
|                                | Ludvík Jan Maria Bourbonský     |  |                       |                                          |  |  |  |  |  |  |  |              |
|                                |                                 |  |                       |                                          |  |  |  |  |  |  |  |              |
|                                |                                 |  |                       | Anne de Noailles                         |  |  |  |  |  |  |  |              |
|                                |                                 |  |                       |                                          |  |  |  |  |  |  |  |              |
|                                | Anne Jules de Noailles          |  |                       |                                          |  |  |  |  |  |  |  |              |
|                                |                                 |  |                       |                                          |  |  |  |  |  |  |  |              |
|                                |                                 |  |                       | Louise Boyer                             |  |  |  |  |  |  |  |              |
|                                |                                 |  |                       |                                          |  |  |  |  |  |  |  |              |
|                                | Marie Viktorie de Noailles      |  |                       |                                          |  |  |  |  |  |  |  |              |
|                                |                                 |  |                       |                                          |  |  |  |  |  |  |  |              |
|                                |                                 |  |                       | Ambroise François, Duc de Bournonville   |  |  |  |  |  |  |  |              |
|                                |                                 |  |                       |                                          |  |  |  |  |  |  |  |              |
|                                | Marie Františka de Bournonville |  |                       |                                          |  |  |  |  |  |  |  |              |
|                                |                                 |  |                       |                                          |  |  |  |  |  |  |  |              |
|                                |                                 |  |                       | Lucrece Françoise de la Vieuville        |  |  |  |  |  |  |  |              |
|                                |                                 |  |                       |                                          |  |  |  |  |  |  |  |              |
| Luisa Marie Adelaida Bourboská |                                 |  |                       |                                          |  |  |  |  |  |  |  |              |
|                                |                                 |  |                       |                                          |  |  |  |  |  |  |  |              |
|                                |                                 |  | František I. Estenský |                                          |  |  |  |  |  |  |  |              |
|                                |                                 |  |                       |                                          |  |  |  |  |  |  |  |              |
|                                | Rinaldo d'Este                  |  |                       |                                          |  |  |  |  |  |  |  |              |
|                                |                                 |  |                       |                                          |  |  |  |  |  |  |  |              |
|                                |                                 |  |                       | Lukrécie Barberiniová                    |  |  |  |  |  |  |  |              |
|                                |                                 |  |                       |                                          |  |  |  |  |  |  |  |              |
|                                | František III. d'Este           |  |                       |                                          |  |  |  |  |  |  |  |              |
|                                |                                 |  |                       |                                          |  |  |  |  |  |  |  |              |
|                                |                                 |  |                       | Jan Fridrich Brunšvicko-Lüneburský       |  |  |  |  |  |  |  |              |
|                                |                                 |  |                       |                                          |  |  |  |  |  |  |  |              |
|                                | Šarlota Brunšvicko-Lüneburská   |  |                       |                                          |  |  |  |  |  |  |  |              |
|                                |                                 |  |                       |                                          |  |  |  |  |  |  |  |              |
|                                |                                 |  |                       | Benedikta Jindřiška Falcko-Simmernská    |  |  |  |  |  |  |  |              |
|                                |                                 |  |                       |                                          |  |  |  |  |  |  |  |              |
|                                | Marie Tereza Felicitas d'Este   |  |                       |                                          |  |  |  |  |  |  |  |              |
|                                |                                 |  |                       |                                          |  |  |  |  |  |  |  |              |
|                                |                                 |  |                       | Filip I. Orleánský                       |  |  |  |  |  |  |  |              |
|                                |                                 |  |                       |                                          |  |  |  |  |  |  |  |              |
|                                | Filip II. Orleánský             |  |                       |                                          |  |  |  |  |  |  |  |              |
|                                |                                 |  |                       |                                          |  |  |  |  |  |  |  |              |
|                                |                                 |  |                       | Alžběta Šarlota Falcká                   |  |  |  |  |  |  |  |              |
|                                |                                 |  |                       |                                          |  |  |  |  |  |  |  |              |
|                                | Šarlota Aglaé Orleánská         |  |                       |                                          |  |  |  |  |  |  |  |              |
|                                |                                 |  |                       |                                          |  |  |  |  |  |  |  |              |
|                                |                                 |  |                       | Ludvík XIV. Francouzský                  |  |  |  |  |  |  |  |              |
|                                |                                 |  |                       |                                          |  |  |  |  |  |  |  |              |
|                                | Františka Marie Bourbonská      |  |                       |                                          |  |  |  |  |  |  |  |              |
|                                |                                 |  |                       |                                          |  |  |  |  |  |  |  |              |
|                                |                                 |  |                       | Madame de Montespan                      |  |  |  |  |  |  |  |              |
|                                |                                 |  |                       |                                          |  |  |  |  |  |  |  |              |

## Tituly a oslovení
- 13. března 1753 – 25. září 1753: Její Jasnost Mademoiselle d'Ivoy
- 25. září 1753 – 5. dubna 1769: Její Jasnost Mademoiselle de Penthièvre
- 5. dubna 1769 – 18. listopadu 1785: Její Jasnost vévodkyně ze Chartres
- 18. listopadu 1785 – 6. listopadu 1793: Její Jasnost vévodkyně z Orléans
- 6. listopadu 1793 – 27. června 1821: Její Jasnost vévodkyně z Orléans vdova (duchesse douairière d'Orléans)
- Veuve Égalité (Pozn.: Nejedná se o titul, ale o přezdívku, kterou jí dali revolucionáři po popravě jejího manžela, Filipa Égalité.)